# Хани (народ)

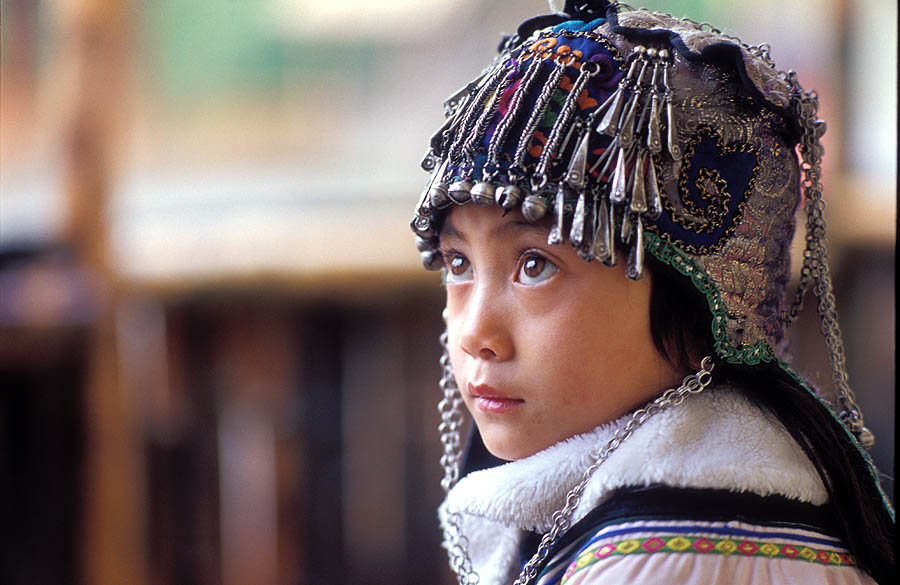
Девочка хани в традиционном детском головном уборе

Ха́ни (самоназвание: Haqniq — «люди»; кит. упр. 哈尼族, пиньинь Hāní Zú; вьет. Hà Nhì) — народ в Восточной и Юго-Восточной Азии. Общая численность — около 1,5 млн человек. Проживают в Китае (1 439 673 человек, 2000 год, перепись), главным образом в провинции Юньнань, а также во Вьетнаме в провинциях Лайтяу и Лаокай (17 535 человек, 1999 год, перепись) и в Лаосе (1122 человек, 1995 год) в провинции Пхонгсали. Входит в 56 официально признанных народов Китая и 54 официально признанных народов Вьетнама. Кроме того, правительство Китая в состав хани включает народы акха и бису.
Близки другим лолойским народам: и (ицзу), лису, акха. Делятся на ряд субэтнических групп, имеющих разные самоназвания: эни (кадо), биюэ, хаони, гэцо, асилума, дони, эму, лау, сони, ломай и др.

## Язык
Говорят на языке хани южной подгруппы лолойской группы лоло-бирманской ветви тибето-бирманских языков.
Как вторым языком 40 % хани владеют китайским, незначительное количество — тай-лы или языками и.
Хани — младописьменный язык, для которого в 1957 году была введена письменность на основе латинского алфавита.

## Антропонимика
Для хани традиционна двучленная система имён, включающая имя рода и личное имя.
Под властью Китая хани получали китайские фамилии, однако при этом родовые имена сохранялись.
Характерная особенность системы личных имён — последний слог имени отца составляет первый слог имени сына. Аналогичный принцип сохранился у и. Считается, что эта традиция была заложена Синуло (кит. упр. 細奴邏, пиньинь Xìnúluó), основателем династии Мэн (кит. упр. 蒙, пиньинь Měng) государства Наньчжао.

## История
Согласно преданиям хани до III—IV веков н. э. жили на севере по отношению к современному ареалу, отделившись от ицзу и переселившись на юг в средние века.
Предки хани входили вместе с предками других лолойских народов в состав Наньчжао, составляя т. н. племена умань (кит. упр. 烏蠻, пиньинь wūmán). В эпоху Тан хани платили дань Китайской империи. Время обособления хани от прочих умань точно не известно, однако существует гипотеза, что это произошло в X—XI веках. При династии Юань окончательно вошли в состав Китая, однако вплоть до начала правления династии Цин управление осуществлялось через местных вождей, которым правительство предоставляло официальные посты. В период династии Цин, вождей сменили китайские чиновники.
В отдельных областях, например в районе Цзинхуна, у хани до середины XX века сохранялась общинная форма земельной собственности, тогда как в других областях (уезды Мэнхай, Мэнсун и Мэнла) преобладали феодальные отношения, существующие с XV века. Сохранялись и переходные варианты (уезды Юаньян, Люйчунь и др.).

## Традиционная культура

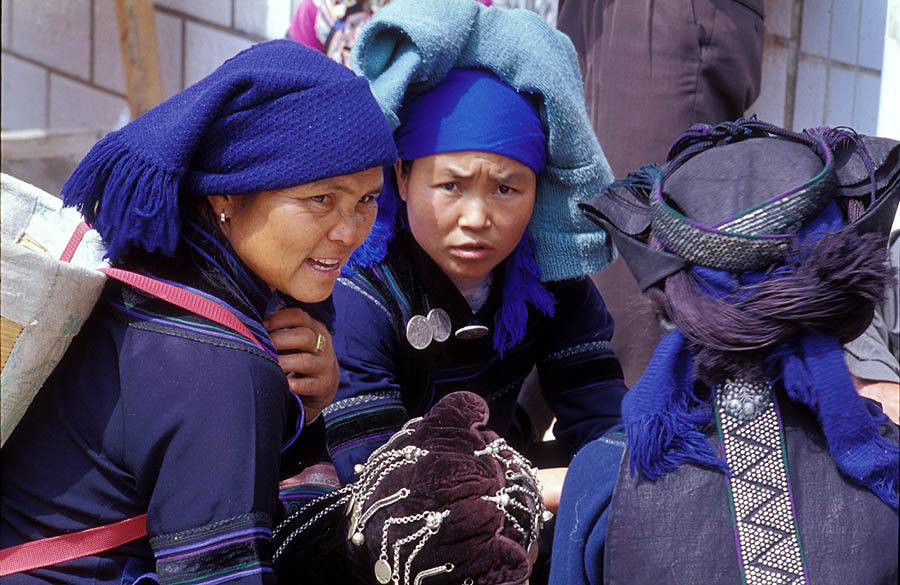
Женщины хани в традиционной одежде, уезд Юаньян, провинция Юньнань, Китай

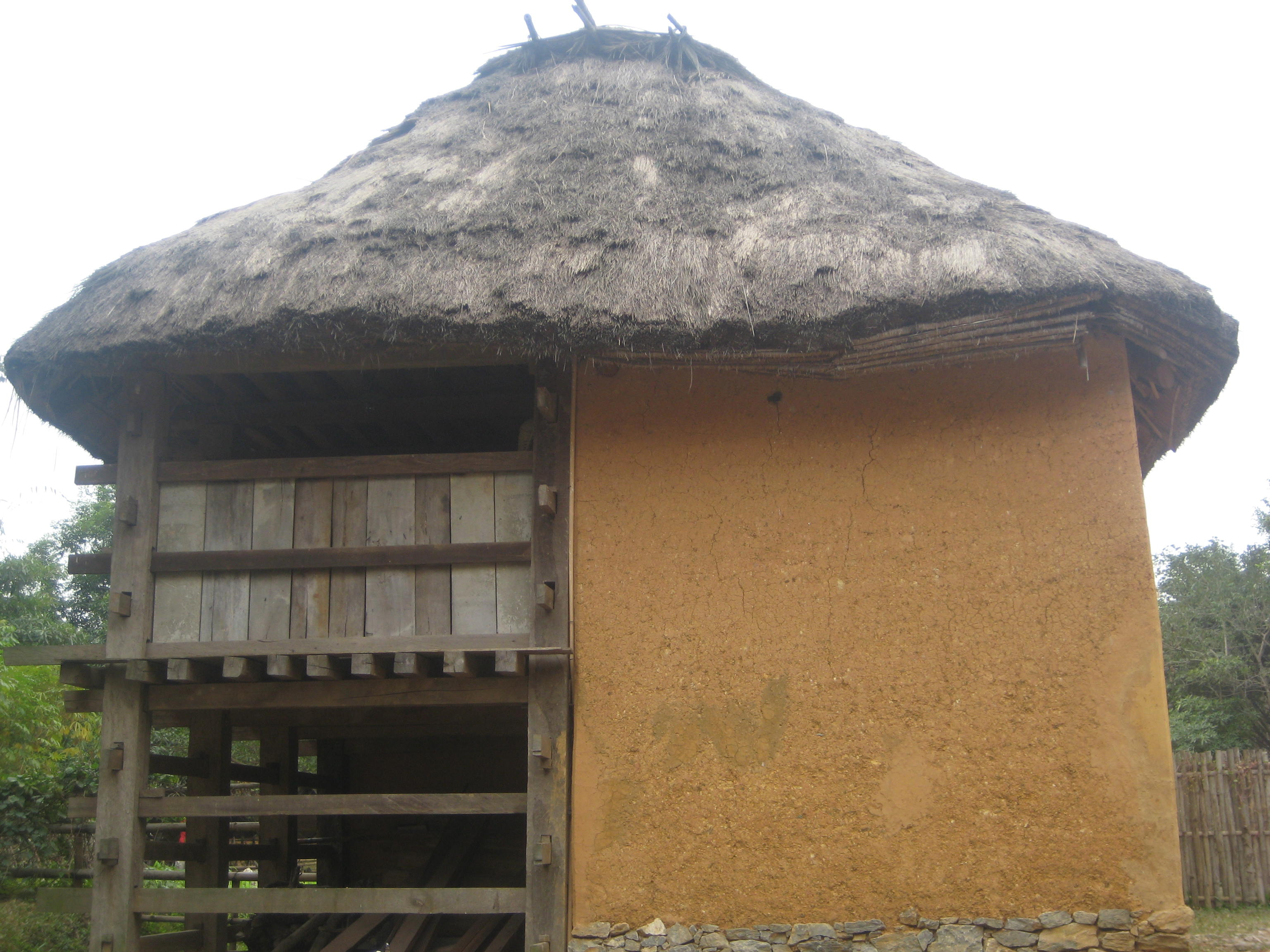
Традиционный дом, вид сбоку (Вьетнамский этнологический музей).

Религия: в основном придерживаются традиционных верований (анимизм), испытавших определённое влияние даосизма и буддизма, в XX веке стало распространяться христианство.
Традиционное занятие хани — земледелие, издавна они выращивали рис, хлопок, затем также сахарный тростник, кофе, бананы, ананасы, каучуконосы и др. Подсобную роль играют также животноводство, охота и рыболовство. Являются одними из главных производителей чая пуэр. Из ремёсел развиты изготовление кирпича и черепицы, кузнечное дело, ткачество, из прикладных искусств — вышивка, плетение. В настоящее время часть хани занята в мелком бизнесе.
Традиционная одежда обычно чёрная или тёмно-синяя. Мужчины одеваются в короткие куртки и длинные широкие штаны, на голове носят белые или чёрные тюрбаны. У женщин с вышивкой, в остальном женская одежда зависит от клана. До семи лет одежда детей не зависит от пола.
Традиционное жилище хани представляет собой двух — трёхэтажные здания четырёхугольной формы, построенные из бамбука, глины, камня и дерева. Строительные материалы зависят от области проживания. Крыши двускатные, крыты соломой. Фундамент часто каменный, дома по берегам рек — свайные.
В горных поселениях жилым является нижний этаж, тогда как верхний используется для хозяйственных нужд. В низинных поселениях — наоборот, и нижний этаж служит для содержания скота.
В центральном помещении на жилом этаже находится алтарь предков, боковые комнаты являются спальнями.
Деревни сильно варьируют по размерам, включая от десяти до 400 домашних хозяйств.
Для традиционной социальной организации были характерны большие патриархальные семьи, полигиния, левират. Сохранили деление на тотемные роды.
Известен традиционный музыкальный инструмент под названием эби (кит. упр. 俄比, пиньинь ébĭ).